# Lophonotidia nocturna
Espèce
Lophonotidia nocturna est une espèce de lépidoptères (papillons) africains de la famille des Noctuidae et de la sous-famille des Agaristinae.

## Répartition
Ce papillon est présent en Afrique australe et en Afrique de l'Est, notamment au Malawi, en Namibie et en Tanzanie.

## Description

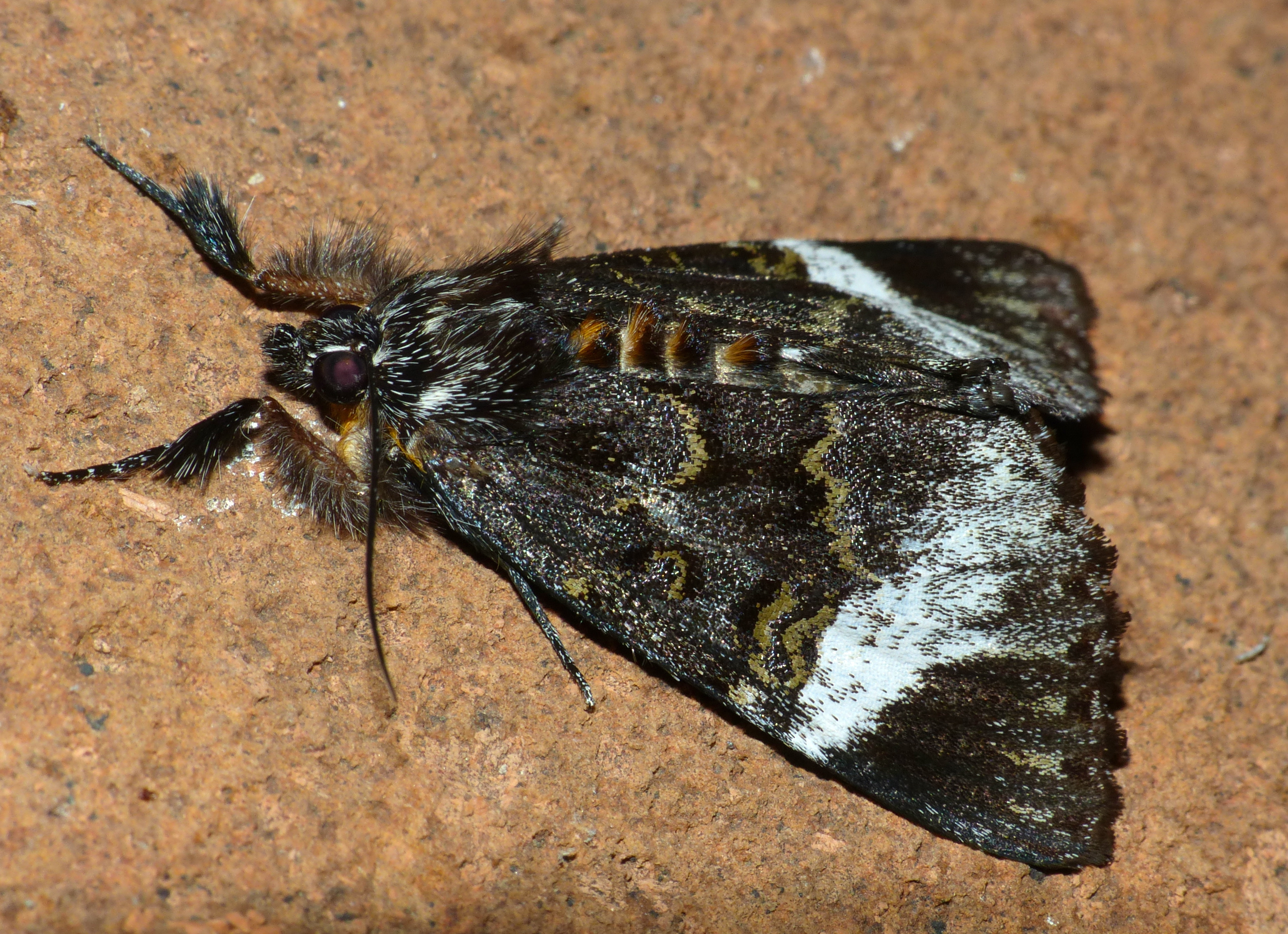
Imago au repos (Parc national Kruger, Afrique du Sud).

L'imago de Lophonotidia nocturna mesure de l'ordre de 45 à 52 mm.
La tête et le thorax sont brun rouge foncé avec des poils blancs. Les antennes sont tachetées de bleu. Le pectus est orange à l'avant et en dessous des ailes. Les coxae sont orange. Les pattes antérieures sont tachetées de blanc avec le bord des tibias blanchâtres. L'abdomen est noir avec des poils roux à la base, des poils roux brun sur le dos et des poils mélangés de blanc sur la partie anale,.
Les ailes antérieures sont d'un chocolat profond brun rouge. Elles arborent une ligne anté-médiane bisinuée (composée de deux arcs) vert olive avec des écailles bleu argenté sur ses côtés internes,. La cellule présente une tache bleu argenté entourée de vert olive, en son milieu et une barre transverse en son extrémité. Une barre discoïdale vert olive est présente en avant et en arrière de celle-ci. Une ligne ondulée vert olive rejoint le dessous de l'angle fait par la cellule et la nervure 3 au bord interne. Une bande blanc vieilli saupoudrée de vert olive et de rouge brun joint le dessous du milieu du costa (bord antérieur de l'aile) au tornus (angle postéro-distal de l’aile),. La région terminale est saupoudrée de gris et présente quelques marques vert olive subterminales et une traînée sous la nervure 5. 
Les ailes postérieures sont noires avec une large marque blanche centrale, habillée de poils noirs. Elles sont teintées de vert olive depuis la nervure sous-costale jusqu'au milieu du bord interne. Les cils sont noirs et blancs en échiquier.

## Systématique
L'espèce Lophonotidia nocturna a été décrite par l'entomologiste britannique George Francis Hampson en 1901. Elle est l'espèce type du genre Lophonotidia, décrit en même temps qu'elle.

### Publication originale
(en) G. F. Hampson, Catalogue of the Lepidoptera Phalaenae in the British Museum, vol. III : Catalogue of the Arctiadae (Arctianae) and Agaristidae in the collection of the British Museum, 1901 (lire en ligne), p. 617, fig. 268.